# هوارد درو
هوارد درو (بالإنجليزية: Howard Drew)‏ هو قاضي أمريكي، ولد في 28 يونيو 1890 في كسينغتون في الولايات المتحدة، وتوفي في 19 فبراير 1957.

## وصلات خارجية
- هوارد درو على موقع اللجنة الأولمبية الدولية (الإنجليزية)
- هوارد درو على موقع أوليمبيديا (الإنجليزية)